# Pararaphidoglossa gribodoi
Pararaphidoglossa gribodoi är en stekelart som först beskrevs av Edoardo Zavattari 1912.
Pararaphidoglossa gribodoi ingår i släktet Pararaphidoglossa och familjen Eumenidae. Inga underarter finns listade i Catalogue of Life.